# ویوالدی (مرورگر وب)
ویوالدی(به انگلیسی: Vivaldi) یک مرورگر وب رایگان چند سکویی است که توسط فناوری ویوالدی توسعه یافتهٔ این شرکت توسط یکی از بنیانگذاران اپرا و مدیر عامل سابق آن جان استفنسون وون تتزچنر و تاتسوکی تومیتا تأسیس شده‌ است.
در ۱۲ آبان ۱۳۹۴، فناوری ویوالدی اولین بتا از مرورگر وب ویوالدی را اعلام کردند و نسخهٔ پیش‌نمایش فنی مرورگر بیش از ۲ میلیون بار دانلود شده‌ است.
در ۱۸ فروردین ۱۳۹۵، فناوری ویوالدی اولین نسخهٔ پایدار مرورگر ویوالدی ۱٫۰ را منتشر کرده‌ است.

## تاریخچه
ویوالدی به عنوان یک وب‌ سایت جامعه مجازی است که جایگزین اپرا من است که توسط شرکت نرم‌افزاری اپرا در مارس ۲۰۱۴ متوقف شده. جان استفنسون وون تتزچنر با این تصمیم مخالف بود چرا که او معتقد بود این جامعه کمک کرده که مرورگر وب اپرا آن چه که الان هست شده‌ است. سپس تتزچنر با راه اندازی جامعه ویوالدی یک جامعهٔ متمرکز برای بحث و گفتگو بین کاربران، وبلاگ‌نویسی و خدمات وب دیگری تشکیل داد پس از بسته شدن اپرا من. در ۷ بهمن ۱۳۹۳ فناوری ویوالدی راه اندازی شد، که نام آن از یک آهنگساز ایتالیایی به  آنتونیو ویوالدی گرفته شده‌ است که یک نام آسان و به یاد ماندنی باشد در سراسر جهان.